# Krusvinbär
Krusvinbär (Ribes ×culverwellii, Ribes nidigrolaria, Ribes nigrum × uva-crispa) är en korsning inom familjen ripsväxter. Den beskrivs vardagligt som en korsning mellan krusbär och svarta vinbär men är resultatet av ett avelsprogram som även inkluderar spärrkrusbär. Ett annat namn för växten är jostabär som kommer ifrån tyskans Jostabeere (ett teleskopord av Johannisbeere, "vinbär", och Stachelbeere, "krusbär"). 
Plantan blir 2 m hög och saknar för det mesta taggar. Bären är svarta och något mindre än krusbär. Smaken ligger någonstans mellan krusbär och svarta vinbär; hos de omogna bären dominerar smaken av krusbär men efterhand som bären mognar tilltar smaken av svarta vinbär.